# Stuttgart Stallions
Gli Stuttgart Stallions sono stati una squadra di football americano di Stoccarda, in Germania.

## Storia
Fondati nel 1980, nel 1997 si fusero con gli Stuttgart Bats (in precedenza chiamati Büsnau Bats) per formare gli Stuttgart Silver Arrows.

## Dettaglio stagioni

### Tornei nazionali

#### Campionato

##### Bundesliga/GFL
| Stagione | regular season | regular season | regular season | regular season | regular season | regular season | playoff | playoff | playoff | playoff | playoff | playoff   | playoff    |
|          | Vin            | Par            | Per            | Tot            | PF             | PS             | Vin     | Per     | Tot     | PF      | PS      | risultato | avversaria |
| -------- | -------------- | -------------- | -------------- | -------------- | -------------- | -------------- | ------- | ------- | ------- | ------- | ------- | --------- | ---------- |
| 1981     | 5              | 0              | 7              | 12             | 215            | 204            | -       | -       | -       | -       | -       | -         | -          |
| 1982     | 5              | 0              | 7              | 12             | 133            | 196            | -       | -       | -       | -       | -       | -         | -          |
| 1983     | 0              | 0              | 10             | 10             | 55             | 322            | -       | -       | -       | -       | -       | -         | -          |
| Totale   | 10             | 0              | 24             | 34             | 403            | 722            | -       | -       | -       | -       | -       |           |            |

Fonti: Enciclopedia del Football - A cura di Roberto Mezzetti

##### 2. Bundesliga
| Stagione | regular season | regular season | regular season | regular season | regular season | regular season | playoff | playoff | playoff | playoff | playoff | playoff   | playoff    |
|          | Vin            | Par            | Per            | Tot            | PF             | PS             | Vin     | Per     | Tot     | PF      | PS      | risultato | avversaria |
| -------- | -------------- | -------------- | -------------- | -------------- | -------------- | -------------- | ------- | ------- | ------- | ------- | ------- | --------- | ---------- |
| 1984     | 9              | 0              | 5              | 14             | 430            | 215            | -       | -       | -       | -       | -       | -         | -          |
| 1992     | 1              | 0              | 11             | 12             | 56             | 374            | -       | -       | -       | -       | -       | -         | -          |
| 1995     | 2              | 0              | 10             | 12             | 99             | 293            | -       | -       | -       | -       | -       | -         | -          |
| Totale   | 12             | 0              | 26             | 38             | 585            | 882            | -       | -       | -       | -       | -       |           |            |

Fonti: Enciclopedia del Football - A cura di Roberto Mezzetti

##### Regionalliga/Verbandsliga
| Stagione | regular season | regular season | regular season | regular season | regular season | regular season | playoff | playoff | playoff | playoff | playoff | playoff          | playoff                |
|          | Vin            | Par            | Per            | Tot            | PF             | PS             | Vin     | Per     | Tot     | PF      | PS      | risultato        | avversaria             |
| -------- | -------------- | -------------- | -------------- | -------------- | -------------- | -------------- | ------- | ------- | ------- | ------- | ------- | ---------------- | ---------------------- |
| 1986     | 1+?            | 0+?            | 0+?            | 1+?            | 18+?           | 11+?           | -       | -       | -       | -       | -       | -                | -                      |
| 1987     | 2              | 0              | 6              | 8              | 61             | 198            | -       | -       | -       | -       | -       | -                | -                      |
| 1988     | 6              | 0              | 1              | 7              | 234            | 61             | 0       | 1       | 1       | 6       | 42      | Semifinale       | Darmstadt Diamonds     |
| 1989     | 3              | 0              | 0              | 3              | 138            | 6              | 0       | 1       | 1       | 2       | 22      | Quarti di finale | Frankfurt Gamblers     |
| 1990     | 10             | 0              | 1              | 11             | 621            | 59             | -       | -       | -       | -       | -       | -                | -                      |
| 1991     | 7              | 0              | 1              | 8              | 231            | 78             | -       | -       | -       | -       | -       | -                | -                      |
| 1993     | 7              | 0              | 1              | 8              | 294            | 57             | 1       | 1       | 2       | 28      | 48      | Non promossi     | Dillingen Steelhawks   |
| 1994     | 6              | 0              | 1              | 7              | 261            | 78             | 0       | 1       | 1       | 7       | 28      | Playoff          | Rüsselsheim Razorbacks |
| 1996     | 7              | 0              | 5              | 12             | 196            | 150            | -       | -       | -       | -       | -       | -                | -                      |
| 1997     | 5              | 0              | 6              | 11             | 203            | 187            | -       | -       | -       | -       | -       | -                | -                      |
| Totale   | 54+?           | 0+?            | 22+?           | 76+?           | 2259+?         | 885+?          | 1       | 4       | 5       | 43      | 140     |                  |                        |

Fonti: Enciclopedia del Football - A cura di Roberto Mezzetti